# Slag bij Kleidion
De Slag bij Kleidion was een deel van de Byzantijns-Bulgaarse oorlogen en vond plaats op 29 juli 1014.

## Achtergrond
Het duurde vijfentwintig jaar vooraleer de Byzantijnse keizer Basileios II Boulgaroktonos (976-1025) de controle over zijn rijk had. Daarna begon hij een uitputtingsoorlog tegen zijn eeuwige rivaal het Bulgaarse Rijk. Na tien jaar van schermutselingen kwam de beslissende slag.

## Slag
Beide legers waren goed voorbereid en troffen elkaar in de vallei van de rivier Strumica. De Bulgaren hadden bij een engte de vallei geblokkeerd met een houten wal. Ondanks de obstructie gaf de Byzantijnse keizer de aanval niet op. Hij beval zijn generaal Nicephorus Xiphias om zijn troepen rond de hoge berg van Belasitsa te manoeuvreren en de Bulgaren van achteren aan te vallen, terwijl hij de houten muur verder bleef bestoken. Xiphias leidde zijn troepen langs een steil pad dat hem naar de achterhoede van de Bulgaren leidde en sloot ze op in de vallei. De Bulgaren verlieten hun torens om deze nieuwe dreiging het hoofd te bieden en Basileios slaagde erin door de frontlinie te breken en de muur te vernietigen.
In de verwarring werden duizenden Bulgaarse soldaten gedood en de rest probeerde wanhopig naar het westen te vluchten. Samuel en zijn zoon Gabriel Radomir trokken vanuit hun hoofdkwartier naar het oosten om hun leger te helpen, maar in wanhopige gevechten bij het dorp Mokrievo (het huidige Noord-Macedonië) werden ze overweldigd door de snel oprukkende vijand. Veel Bulgaarse soldaten werden gedood en nog veel meer werden gevangengenomen. Tsaar Samuel ontsnapte zelf ternauwernood, terwijl Gabriel Radomir richting Strumica ging om de strijd voort te zetten.

## Vervolg
Gabriel Radomir won de Slag bij Strumica tegen de Byzantijnen. Zelf hadden de Byzantijnen ongeveer 14 000 Bulgaren gevangengenomen. Basileios gaf de opdracht hun ogen uit te steken. Bij een op de honderd werd een oog gespaard zodat zij hun kameraden naar huis konden leiden. De schok van dit aanzicht was te veel voor Samuel en hij stierf nog geen drie maand later na een hartaanval. Sindsdien had Basileios II de bijnaam, Boulgaroktonos, de Bulgarenslachter.
Het einde van het Eerste Bulgaarse Rijk kwam pas vier jaar later, na de slag bij Dyrrhachium in 1018. Het Byzantijnse Rijk had het Balkanschiereiland terug in handen, van de Donau tot aan de Peloponnesos en van de Adriatische zee tot aan de Zwarte zee.